# Blechnum decorum
Blechnum decorum är en kambräkenväxtart som beskrevs av Guido Georg Wilhelm Brause. Blechnum decorum ingår i släktet Blechnum och familjen Blechnaceae. Inga underarter finns listade.